# 杨家庄乡 (定州市)
杨家庄乡，是中华人民共和国河北省保定市定州市下辖的一个乡镇级行政单位。

## 行政区划
杨家庄乡下辖以下地区：
杨家庄村、小陈村、大陈村、东齐庄村、辛兴村、药刘庄村、大洼里村、小洼里村、南角羊村、北角羊村、大涨村、小涨村、八里店村、大羊平村、寺羊平村、霍羊平村、吴羊平社区村、东马家寨村、提崔邱村、塔古庄村、半壁庄村、石板村和水磨屯村。